# Hydromantes sarrabusensis
Espèce
Synonymes
- Speleomantes imperialis sarrabusensis Lanza, Leo, Forti, Cimmaruta, Caputo & Nascetti, 2001
- Speleomantes sarrabusensis Lanza, Leo, Forti, Cimmaruta, Caputo & Nascetti, 2001

Statut de conservation UICN

 VU D2 : Vulnérable
Hydromantes sarrabusensis est une espèce d'urodèles de la famille des Plethodontidae.

## Répartition
Cette espèce est endémique de Sardaigne en Italie. Elle se rencontre de 7 à 1 170 m d'altitude dans le Sarrabus.

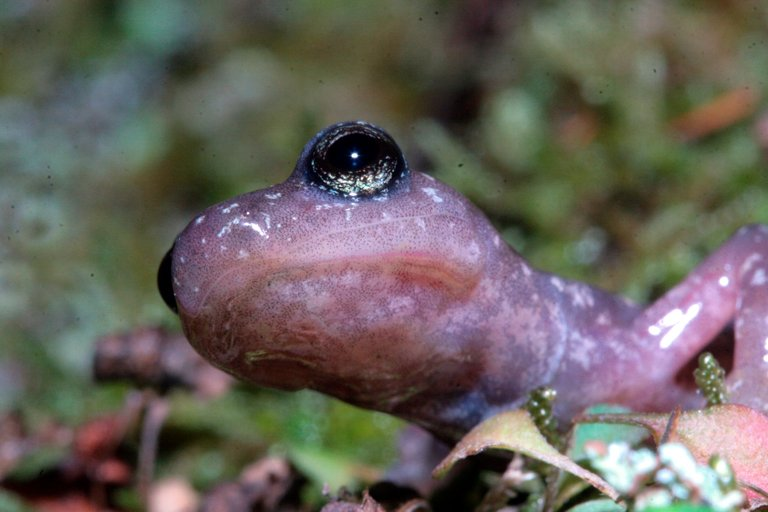

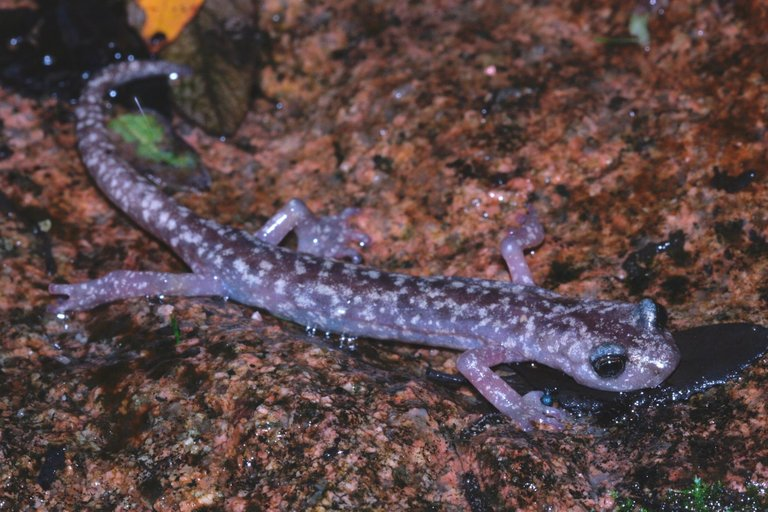

## Étymologie
Son nom d'espèce, composé de sarrabus et du suffixe latin -ensis, « qui vit dans, qui habite », lui a été donné en référence au lieu de sa découverte, le Sarrabus.

## Publication originale
- Lanza, Leo, Forti, Cimmaruta, Caputo & Nascetti, 2001 : Descrizione preliminare dello Speleomantes imperialis sarrabusensis subsp. n. (Amphibia: Caudata: Plethodontidae). Pianura, vol. 13, p. 83-84.